# Bessie Braddock
Bessie Braddock (født Elizabeth Bamber, 24. september 1899 i Liverpool – 13. november 1970) var en britisk politiker fra Labour Party. 
Braddock var kendt som en ivrig socialist og kampagneleder. Hendes mærkesager omfattede barselsorlov, børneforsorg og ungdomskriminalitet. Braddock sluttede sig til Communist Party of Great Britain før hun meldte sig ind i Labour Party. Bessies politiske synspunkter var i høj grad formet af hendes barndomsår i Liverpool, hvor hendes mor involverede Bessie i frivilligt, socialt arbejde.
Bessie gik under øgenavnet "Battling Bessie" pga. hendes diskussionslyst og kampgejst. Bessie er bl.a. kendt fra en ordveksling med Winston Churchill i det britiske parlament, hvor hun skulle have ytret "Winston, you are drunk, and what's more, you are disgustingly drunk.", hvortil Churchill svarede "Bessie, my dear, you are ugly, and what's more, you are disgustingly ugly. But tomorrow I shall be sober and you will still be disgustingly ugly." 
I 1922 giftede hun sig med John "Jack" Braddock. Jack Braddock blev siden borgmester i Liverpool City Council i perioden fra 1955 til 1961 og igen fra maj 1963.